# Semecarpus pubescens
Semecarpus pubescens är en sumakväxtart som beskrevs av Thw.. Semecarpus pubescens ingår i släktet Semecarpus och familjen sumakväxter. Inga underarter finns listade i Catalogue of Life.